# Хаджалте
Хаджалте (дарг. Хажалти) — село в Левашинском районе Дагестана. Входит в состав сельского поселения Сельсовет Цудахарский.

## География
Расположено в 18 км к юго-западу от районного центра села Леваши, на реке Казикумухское Койсу.

## Население
| 1895 | 1926 | 1939 | 1970 | 1989 | 2002 | 2010 |
| ---- | ---- | ---- | ---- | ---- | ---- | ---- |
| 132  | ↗157 | ↗206 | ↘52  | ↘29  | ↗43  | ↘24  |
| 2021 |      |      |      |      |      |      |
| ↗70  |      |      |      |      |      |      |